# Pitcairneilanden
De Pitcairneilanden (Engels: Pitcairn Islands) zijn een groep van vijf eilanden halverwege Paaseiland en Tahiti waarvan alleen het hoofdeiland Pitcairn bewoond is. De eilanden vormen een overzees gebiedsdeel onder soevereiniteit van het Verenigd Koninkrijk.
De eilandengroep ligt in de zuidelijke Grote Oceaan aan het oosteinde van de Polynesische eilanden en vormt het enige Britse territorium in die regio. Het is een van de meest afgelegen plaatsen ter wereld, 5300 kilometer van het dichtstbijzijnde vasteland. Zo'n driemaal per jaar stopt er een schip op weg van Nieuw-Zeeland naar het Panamakanaal om goederen af te leveren die een half jaar ervoor zijn besteld.
De eilanden zijn voor het eerst bewoond rond 800 na Chr. In de 17de eeuw zijn de laatste bewoners gestorven door gebrek aan voedsel, vanwege ontbossing en erosie.
De eilanden zijn vooral bekend door het feit dat in een periode in de 18de en 19de eeuw de enige inwoners opvarenden waren van HMAV Bounty die waren gaan muiten tegen hun gezagvoerder. Daarnaast zijn ze bekend, doordat door hun ligging en status als Brits overzees gebied, het altijd ergens dag is in het Britse rijk.
In 2020 telden de Pitcairneilanden vijftig inwoners.

## Geschiedenis
Pitcairn werd in 1767 ontdekt en genoemd naar de matroos die het als eerste in zicht kreeg; Robert Pitcairn.
In 1790 landde een groep van muiters met het schip de HMAV Bounty. Samen met enkele Tahitianen hielden zij zich hier gedurende achttien jaar schuil voor de Britse overheid. Toen in 1808 het Amerikaanse schip Topaz het eiland herontdekte, bleek dat er nog slechts een muiter (John Adams) in leven was, alsmede een aantal vrouwen van Tahiti en een aantal kinderen. Het enige dorp op het eiland, Adamstown, is naar hem vernoemd.
In 1838 werd de eilandengroep deel van het Britse Rijk, als onderdeel van de Britse overzeese gebieden.
In de loop der jaren werd Pitcairn enige keren geëvacueerd, maar altijd keerden bewoners weer terug.

## Geografie

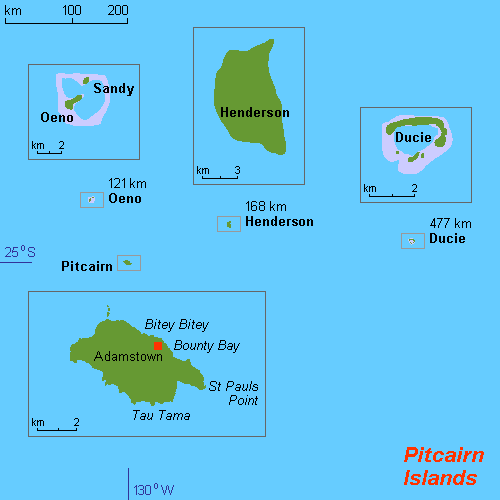
Kaart van de archipel

Pitcairn bestaat uit de volgende eilanden; Pitcairn, Henderson, Ducie, Oeno en Sandy. De laatste twee worden wegens het verbindende koraalrif ook wel gezamenlijk aangeduid als het eiland Oeno. Pitcairn en Henderson zijn vulkanische eilanden en Ducie, Oeno en Sandy zijn koraalatollen (en hebben dus ook een vulkanische oorsprong). De eilanden zijn ontstaan uit de Pitcairn hotspot, waarvan de laatste vulkaan de Adams Seamount is (met een uitbarsting ongeveer 2000 jaar geleden).
Pitcairn is het enige bewoonde eiland van de eilandengroep en is 5 km² groot. De bevolkingsdichtheid op dat eiland is 9,6/km². Het hoogste punt van Pitcairn, de Pawala Valley Ridge (347 m), is ook de hoogste berg van de hele archipel. De totale oppervlakte van alle eilanden is 43,3 km2.
Het eiland heeft geen vliegveld of haven. De enige manier om het te bereiken is per boot via Bounty Bay.

## Bevolking
Pitcairn is het land met de minste inwoners ter wereld; 50 (2020).
In juni 2004 waren Shirley en Simon Young het eerste getrouwde stel van buitenaf dat op het eiland kwam wonen. Dit was nog nooit eerder voorgekomen in de bekende geschiedenis van het eiland.
In september 2004 werd de eerste baby geboren in 17 jaar.

## Cultuur
De cultuur van Pitcairn is net als de taal een mix van de Britse en de Tahitiaanse cultuur. Later kwam daar door de vestiging van een succesvolle missie van de zevendedagsadventisten een belangrijk element bij, dat de Pitcairnese cultuur zijn huidige vorm gaf. Deze missie zorgde onder andere voor het onderwijs tot 1948, toen er een onderwijzer werd gestuurd vanuit Nieuw-Zeeland. De laatste jaren is het aantal bezoekers aan de kerk echter teruggelopen, met nog ongeveer acht inwoners die regelmatig een dienst bezoeken. Ook is de invloed van de Tahitiaanse cultuur teruggelopen tot het vlechten van manden en het maken van houten replica's van de HMS Bounty uit lokaal hout.
Een aantal zaken is karakteristiek voor het eiland. Zo is er naast het Engels een eigen creoolse taal ontwikkeld, het Pitcairnees, ontstaan uit een Engels dialect en het Tahitiaans. Door de invloed van de Zevendedagsadventisten is een aantal zaken taboe. Het tonen van genegenheid in het openbaar en dansen zijn verboden en spijswetten die worden voorgeschreven in het Oude Testament zoals een verbod op het eten van varkensvlees, vis zonder schubben en alcoholische dranken worden gehandhaafd. In 2003 bleek echter dat in verscheidene families alcohol werd gebruikt.
De verdeling van het land is ingesteld door muiter Fletcher Christian in 1790 en is gebaseerd op een systeem van overerving door familie-eigenaarschap.

## Politiek
De Britse hoge commissaris (equivalent van ambassadeur) in Nieuw-Zeeland is ex officio gouverneur van de Pitcairneilanden, dat wil zeggen dat hij Charles III van het Verenigd Koninkrijk vertegenwoordigt op Pitcairn. Dit is sinds 2014 Jonathan Sinclair die in dat jaar Victoria Treadell opvolgde.
De dagelijkse leiding is in handen van de burgemeester, die eens per drie jaar wordt verkozen door de bevolking. Hij is in feite de regeringsleider, maar er zijn geen echte (andere) ministers. Voor 1999 was de magistraat, de voorzitter van de wetgevende Eilandraad, de hoogste bewindvoerder. Door een herziening van de grondwet van de eilanden veranderde dit echter. De eerste burgemeester was Steve Christian, een regelrechte afstammeling van de muiters. Deze is echter tot drie jaar cel veroordeeld voor seksueel misbruik. Hij is daarom door de gouverneur op 30 oktober 2004 ontslagen. Zijn zus, oud-politiecommissaris Brenda Christian, volgde daarna tijdelijk haar broer op. Daarmee had Pitcairn voor het eerst in 214 jaar een vrouw als hoogste bestuurder. Op 15 december 2004 werd Jay Warren verkozen tot nieuwe burgemeester, die op zijn beurt in 2007 werd opgevolgd door Mike Warren. Ook Mike Warren werd in 2010 echter opgepakt op beschuldiging van het bezit van kinderporno. Sinds 2014 is Shawn Christian, zoon van Steve Christian, de verkozen burgemeester.
De Eilandraad oefent zowel de wetgevende als de rechterlijke macht uit, hetgeen vrij uitzonderlijk is in de wereld. Van de tien leden zijn er slechts vier die direct worden verkozen: er is één geco-opteerd lid, twee aangewezen raadsleden, een lid dat de relaties met de gouverneur ter harte neemt, en ten slotte de burgemeester en eilandsraadvoorzitter, die beiden ex officio lid zijn.

## Vervoer
Doordat de Pitcairneilanden geen luchthaven hebben en geïsoleerd liggen in het midden van de Stille Oceaan, kost het veel tijd en geld om ze te bereiken.
De enige reguliere weg voor passagiersvervoer is de MV Claymore II, een boot van de regering met plaats voor twaalf passagiers met hun eigen kamer, die in 2010 achtmaal vertrekt vanuit Mangareva, het hoofdeiland van de Gambiereilanden in Frans-Polynesië, de dichtstbijzijnde bewoonde eilandengroep. De trip vanuit Mangareva neemt 32 uur in beslag en kost 4000 Amerikaanse dollar. Mangareva zelf is vanuit de Frans-Polynesische hoofdstad Papeete, op Tahiti, te bereiken met een rechtstreekse Air Tahiti-lijnvlucht. Tahiti is met rechtstreekse vluchten te bereiken vanuit Nieuw-Caledonië, de Verenigde Staten, Nieuw-Zeeland, de Cookeilanden, Frankrijk, Australië, Japan en Chili.
Pitcairn is als enige bewoonde land ter wereld niet op het internationale telefoonnet aangesloten. Communicatie is wel mogelijk per radioverbinding.

## Homohuwelijk
In 2015 werd het homohuwelijk in het land gelegaliseerd.

## Galerij

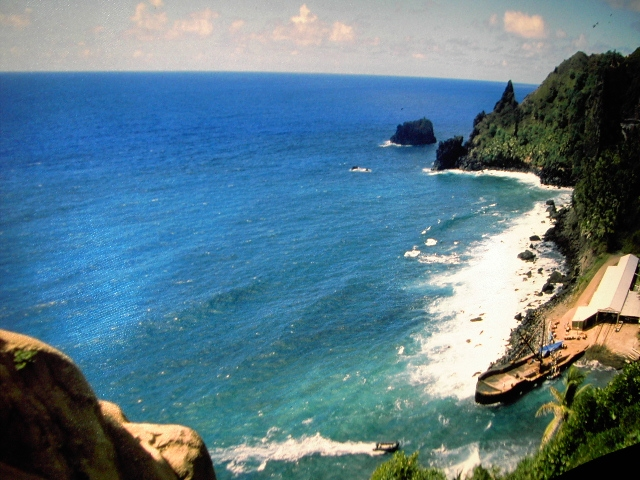
Landingsplaats voor boten in de Bounty Bay
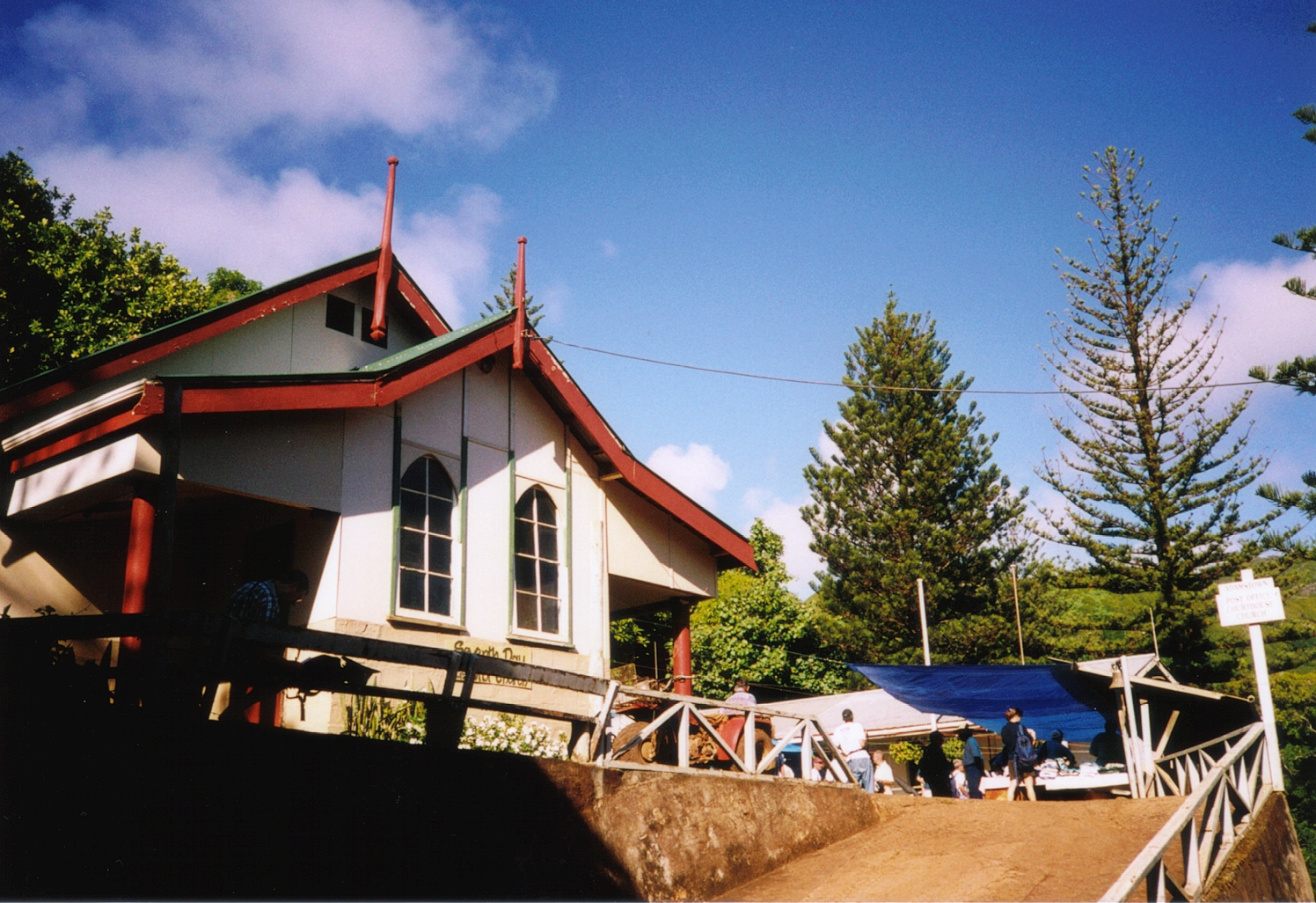
Kerk in Adamstown
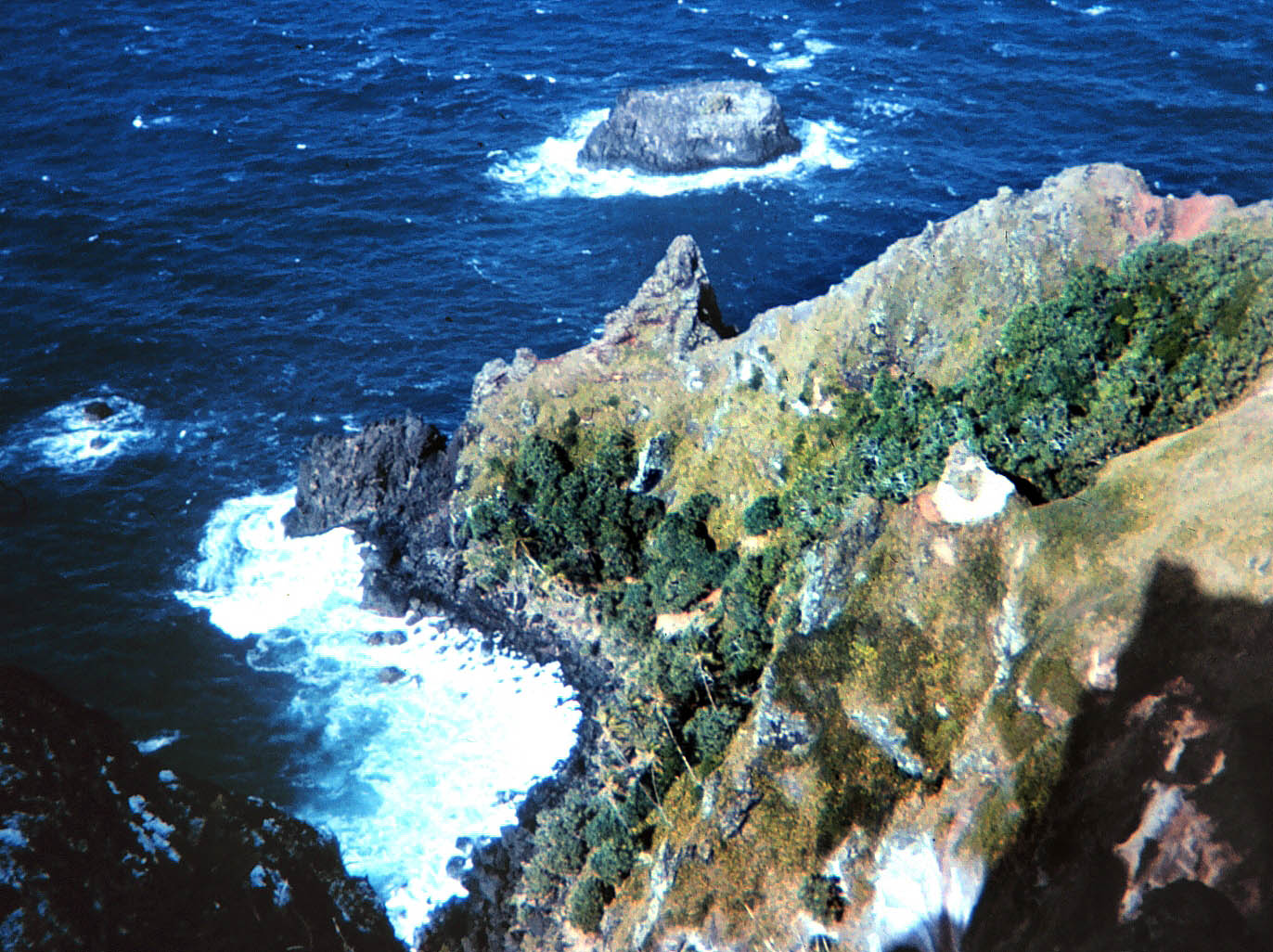
Gezicht vanaf de rotsen van Pitcairn op de zee
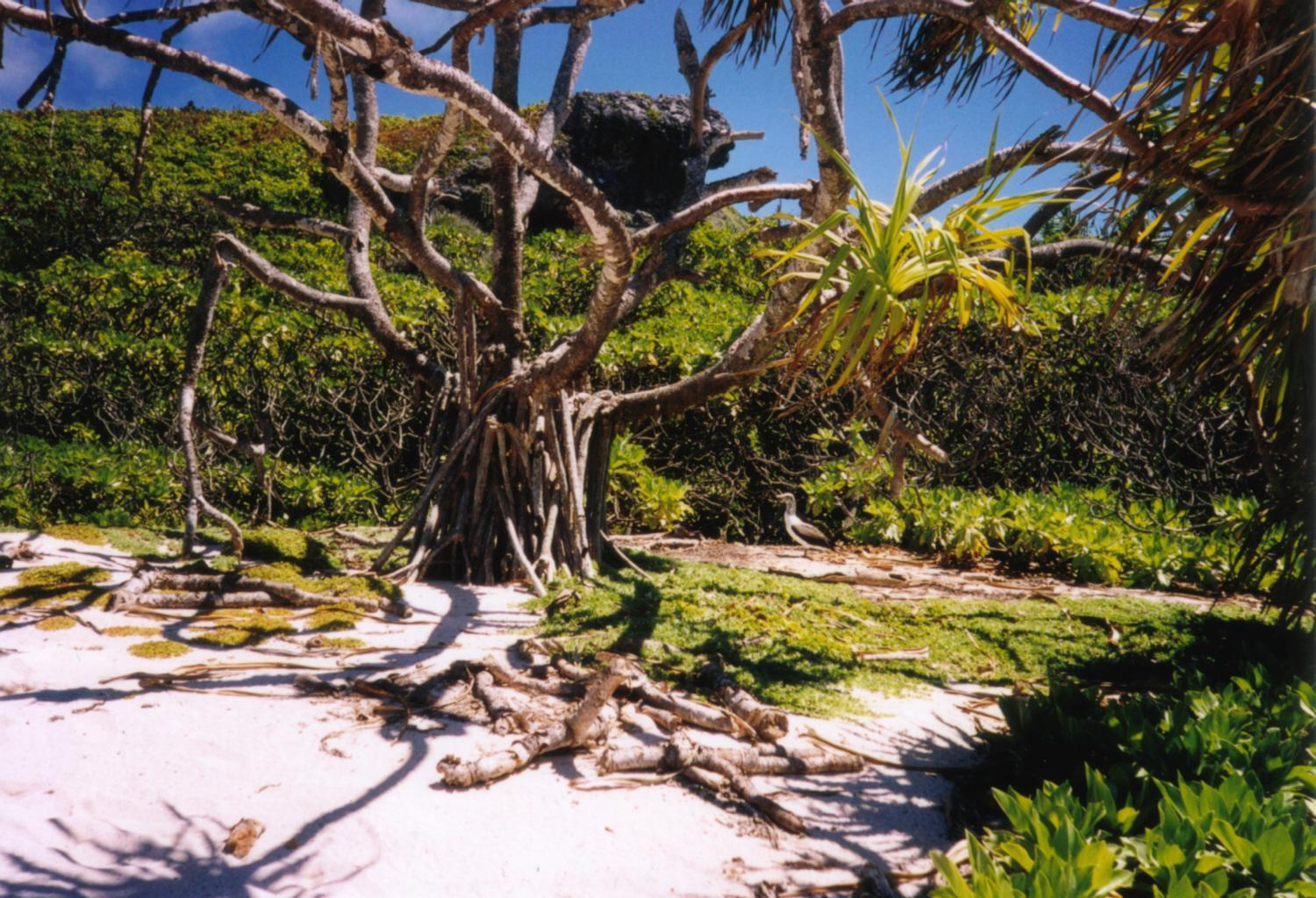
Een Pandanus-boom op het strand van Henderson, met op de achtergrond het dichtbegroeide binnenland
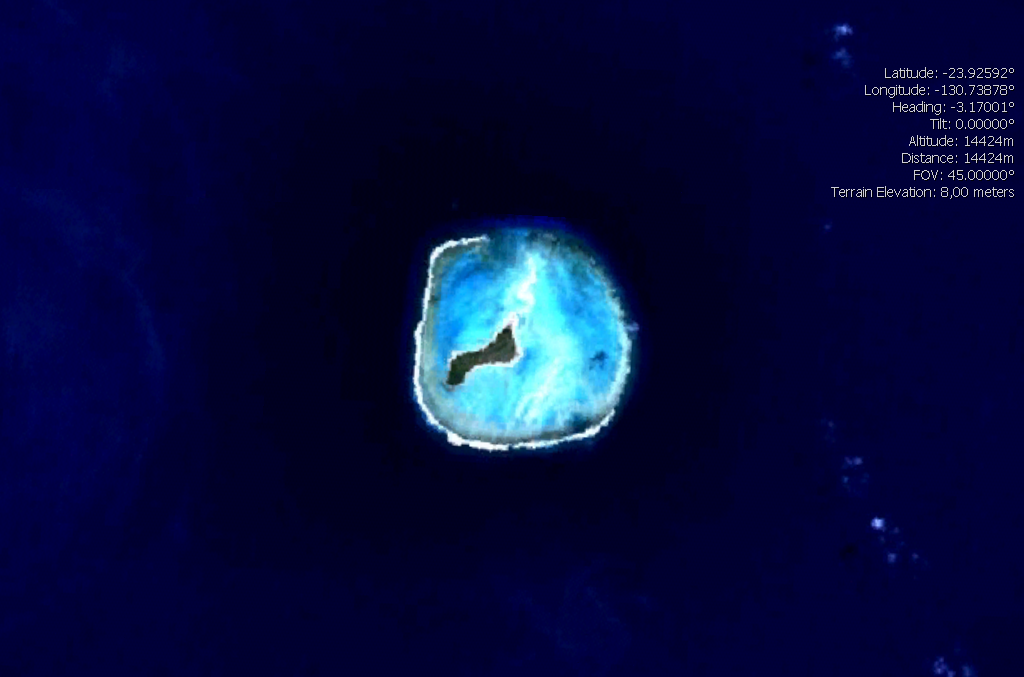
Oeno vanuit de ruimte
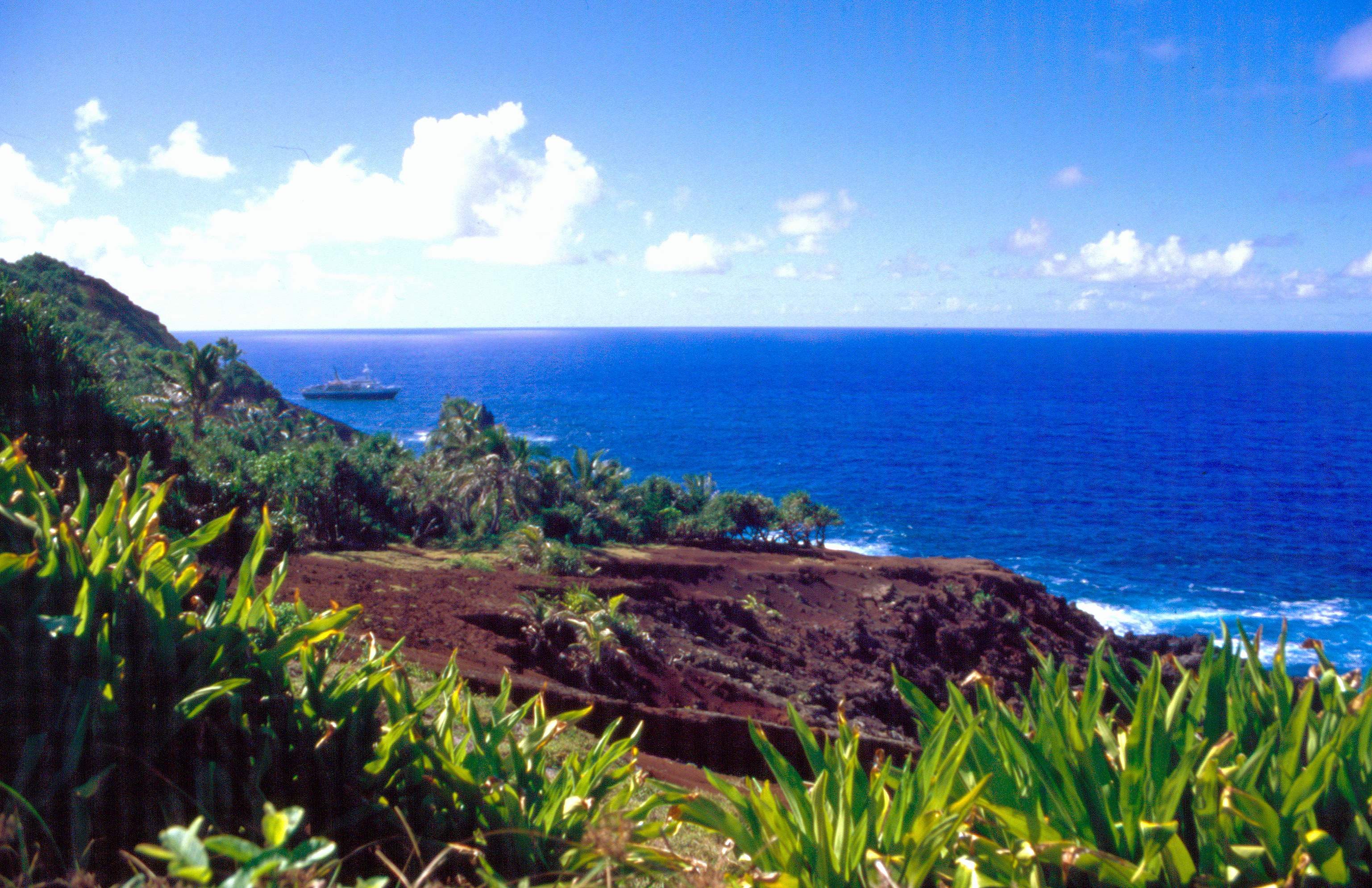
Saint Pauls Point op de westkust van Pitcairn
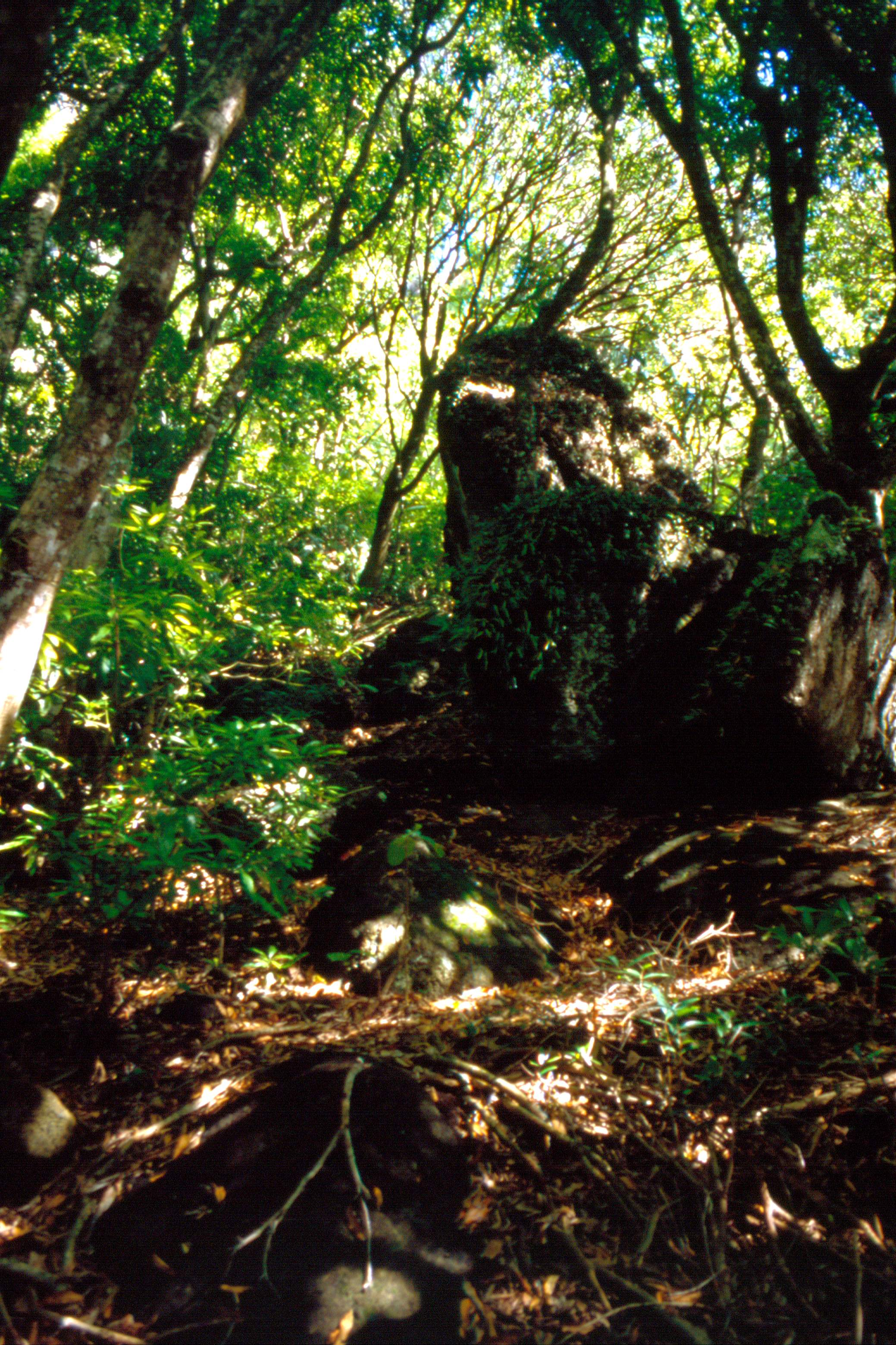
Garnets Ridge met resten van de oorspronkelijke vegetatie op Pitcairn